# Cà de' Mazzi
Cà de' Mazzi è un nucleo abitato d'Italia, frazione del comune di Livraga.
Al censimento del 21 ottobre 2001 contava 99 abitanti.

## Geografia fisica
La località è sita a 68 metri sul livello del mare.

## Storia
La località è un piccolo borgo agricolo di antica origine.
In età napoleonica (1809-16) Cà de' Mazzi fu frazione di Livraga, recuperando l'autonomia con la costituzione del Regno Lombardo-Veneto.
All'Unità d'Italia (1861) il comune contava 668 abitanti. Nel 1869 venne aggregato definitivamente al comune di Livraga.